# Roxana Castellanos
Roxana Castellanos Gómez (Ciudad de México, 12 de febrero de 1973) es una actriz, comediante y presentadora de televisión mexicana. Es conocida por interpretar al personaje de Vanesa Balboa, en la serie Vecinos (2005), y por personificar a Deyanira Rubí, un papel cómico creado por ella.

## Biografía y carrera
Roxana Castellanos Gómez nació en la Ciudad de México, el 12 de febrero de 1973.[cita requerida] Al terminar sus estudios de preparatoria ingresó al Centro de Educación Artística de Televisa. Participó como actriz secundaría siendo una de las amigas de Alejandra en Papá Soltero el capítulo Nada en común en 1994. Su primer trabajo como actriz fue en la telenovela La Mentira en 1998; después se unió al elenco del programa televisivo tipo late show Otro rollo en 1999, donde trabajó siete años junto a Adal Ramones. Al mismo tiempo que formaba parte del elenco de Otro rollo, continuó trabajando en telenovelas como Infierno en el paraíso, Primer Amor... a Mil Por Hora y Alegrijes y rebujos.
En 2004, participó en la tercera edición vip del reality show Big Brother, que reclutó como inquilinos de la casa a celebridades del espectáculo y la política, Roxanna resultó ganadora, mientras que el actor Sergio Mayer ocupó el segundo lugar en la competencia. En el 2006 incursó en el mundo del doblaje prestando su voz a Flo en Cars para Hispanoamérica.
En 2009, comenzó su trabajo como conductora y comediante en el programa matutino Hoy, producido por Carmen Armendáriz, donde permaneció cuatro años hasta su salida en 2012. También ha trabajado en otros programas de Televisa como: La Parodia, Vecinos, Hospital el paisa, El bar provoca, Objetos Perdidos y Hazme Reír.
En teatro, su actuación en la obra Contratiempo del escritor Mauricio Pichardo y dirigida por Luis E. Reyes, donde tuvo como coprotagonista a Ari Telch, le valió recibir el premio de la ACPT (Asociación de Críticos y Periodistas de Teatro) como la revelación femenina. En 2010, ingresó al elenco de la obra ¿Por qué los hombres aman a las cabronas?. En el 2017 regresa al teatro en la puesta en escena "Conejo Blanco Conejo Rojo" en la Teatrería, una obra de teatro en donde el actor improvisa, no requiere de ensayos y el actor se enfrenta al texto por primera vez; reto actoral al que le hace frente.

## Filmografía

### Televisión
| Año            | Título                                                 | Personaje               |
| -------------- | ------------------------------------------------------ | ----------------------- |
| 2024           | Las hijas de la señora García                          | Susana Guzmán           |
| 2022           | Corona de lágrimas                                     | Leonarda                |
| 2019           | Mi querida herencia                                    | Deyanira Rubi           |
| 2016-2025      | ¡Cuéntamelo ya!                                        | Conductora              |
| 2015           | Roxanna, Transmitido por Venevisión y luego por Glitz* | Conductora              |
| 2013           | On the Rox                                             | Conductora              |
| 2013           | María de Todos los Ángeles                             | Reina Alta-gracia       |
| 2012           | Estrella2                                              | Varios personajes       |
| 2009-12, 2018  | Hoy                                                    | Presentadora            |
| 2007           | La Parodia                                             | Varios Personajes       |
| 2006           | Wax, TV ácida                                          | Conductora              |
| 2005-07, 2017- | Vecinos                                                | Vanessa Balboa          |
| 2004           | Hospital el paisa                                      | Deyanira Rubí           |
| 2004-06        | Rebelde                                                | Jaqueline               |
| 2003           | Alegrijes y rebujos                                    | Elvira Gómez de Sánchez |
| 2001-06        | Otro Rollo                                             | Conductora              |
| 2000           | Primer Amor... a Mil Por Hora                          | Ana Lozano              |
| 1999           | Infierno en el paraíso                                 | Yanethe                 |
| 1998           | La Mentira                                             | Yadhira                 |
| 1996-97        | Tú y yo                                                | Elizabeth               |
| 1994-1995      | Volver a empezar                                       |                         |
| 1994-1995      | Agujetas de color de rosa                              | Huésped hotel           |
| 1994           | Papá Soltero                                           | Capítulo Nada en común  |

## Premios

### Premios TVyNovelas
| Año  | Categoría                          | Programa/Telenovela | Resultado |
| ---- | ---------------------------------- | ------------------- | --------- |
| 2007 | Mejor estrella femenina de comedia | La Parodia          | Nominada  |